# Almut Schnerring
Almut Schnerring (* 1970 in Gengenbach) ist eine deutsche Sprecherzieherin, Hörfunk-Journalistin und Autorin. Gemeinsam mit Sascha Verlan initiierte sie den Equal Care Day.

## Leben
Almut Schnerring wurde im Schwarzwald geboren und studierte Kommunikationsforschung und Phonetik, Kunstgeschichte und Germanistik in Stuttgart, Paris und Bonn. Sie schloss ihr Studium mit einer interdisziplinäre Magisterarbeit zu dem Thema „Die Kunst des Farbenhörens. Über die Umsetzung von Gemälden in akustische Bilder für den Hörfunk“ ab. An der RWTH Aachen qualifizierte sie sich zur Sprecherzieherin DGSS und bildete sich in den Bereichen Hörfunk, Film und Fernsehen sowie im Bereich Kommunikation, Training bzw. Erwachsenenbildung fort. Seit 1998 arbeitet sie als freie Journalistin und ist Lehrbeauftragte an der Universität Bonn. Als „Wort- & Klang-Küche“ schreibt und produziert sie mit Sascha Verlan Beiträge und Radio-Feature für den öffentlich-rechtlichen Hörfunk. Für ihr Feature ‚Der hungrigste Spieler beginnt‘ erhielten Schnerring und Verlan 2007 den Alex-Medienpreis. Gemeinsam arbeiten sie zu den Themen Geschlechtergerechtigkeit, Rollenstereotype und Alltagssexismus. Unter dem Schlagwort „Rosa-Hellblau-Falle“ thematisieren sie die Zweiteilung der Kinderwelt in Prinzessinnen und Abenteurer und bieten Fortbildungen zu geschlechtssensibler Pädagogik an.
2016 initiierten Schnerring und Verlan den Equal Care Day, ein Aktionstag der auf die mangelnde Wertschätzung und unfaire Verteilung von Fürsorgearbeit aufmerksam macht.; 2019 erhielten sie für die Umsetzung der Idee ein Förderstipendium von Social Impact. 2017 riefen sie mit Anke Domscheit-Berg den Goldenen Zaunpfahl ins Leben, ein Negativpreis für absurdes Gender-Marketing, der Rollenstereotype in der Werbung kritisiert.
Almut Schnerring lebt mit Sascha Verlan und drei gemeinsamen Kindern in Bonn.

## Bibliographie
- Bilder hören und verstehen. Eine sprechkünstlerische Medientheorie, Münster 2000. ISBN  978-3-82584-716-6
- Die Rosa-Hellblau-Falle. Für eine Kindheit ohne Rollenklischees (gemeinsam mit Sascha Verlan), München 2014. ISBN 978-3-88897-938-5
- Equal Care. Über Fürsorge und Gesellschaft (gemeinsam mit Sascha Verlan), Berlin 2020. ISBN 978-3-95732-427-6
- Überzeugend und sicher präsentieren. Praktische Rhetorik für Schule und Studium, Ditzingen 2020. ISBN 978-3-15-015241-6